# Hidrogensulfit de calci
L'hidrogensulfit de calci, altrament dit bisulfit de calci, és una sal que conté l'anió hidrogensulfit {\displaystyle {\ce {HSO3-}}} i el catió calci(2+) {\displaystyle {\ce {Ca^{2+}}}} i la qual fórmula és {\displaystyle {\ce {Ca(HSO3)2}}}. És l'additiu alimentari E227.
És un composts que només es coneix en dissolució, la qual té una coloració groguenca amb olor de diòxid de sofre {\displaystyle {\ce {SO2}}}. En quedar aquesta dissolució exposada a l'aire, forma cristalls de sulfat de calci dihidratat {\displaystyle {\ce {CaSO4*2H2O}}}. S'obté per reacció del diòxid de sofre amb una dissolució d'hidròxid de calci:
{\displaystyle {\ce {2SO2(g) + Ca(OH)2(aq) -> Ca(HSO3)2(aq)}}}
La seva solució aquosa a pressió dissol la lignina a la fusta per deixar les fibres de cel·lulosa i, per tant, troba una aplicació considerable en la indústria paperera. S'empra en alimentació com antioxidant, blanquejant, conservant i inhibidor enzimàtic.